# Chajul
Chajul è un comune del Guatemala facente parte del dipartimento di Quiché.